# Ariel Behar
Ariel Behar (født 12. november 1989 i Montevideo, Uruguay) er en professionel tennisspiller fra Uruguay.